# Chalandray
Chalandray é uma comuna francesa na região administrativa da Nova Aquitânia, no departamento de Vienne. Estende-se por uma área de 24,97 km². Em 2010 a comuna tinha 856 habitantes (densidade: 34,3 hab./km²).